# Никола Дамянов (офицер)
Никола Дамянов Иванов е български офицер, генерал-майор от Държавна сигурност.

## Биография
Роден е на 19 декември 1926 г. в монтанското село Сливовик. От 31 декември 1949 г. е разузнавач в Държавна сигурност. От 27 февруари 1951 до 23 октомври 1961 г. е инспектор. От 23 октомври 1961 г. е началник на отделение в управление II на Държавна сигурност. На 15 април 1963 г. става заместник-началник на отдел. На 23 ноември 1967 г. е назначен за началник на отдел в управление VI. В периода 5 юни 1979 – 28 юли 1986 г. е началник на Окръжното управление на МВР в Разград. След това е направен на началник на отдел „Затвори“ към МВР. На този пост остава до 1990 г. През 1986 г. е награден с орден „Народна република България“ I степен за участието си във Възродителния процес.